# Benjamin Wolf Löw
Benjamin Wolf Löw auch Benjamin Adolf Löw (* 1773 in Loslau, Königreich Preußen; gestorben 6. März 1851 in Vrbau, Kaisertum Österreich) war ein polnisch-ungarischer orthodoxer Rabbiner und Talmudist.

## Leben
Nachdem Löw bei seinem Vater Eleazar Löw den Grundlagenunterricht in talmudischer Literatur erhalten hatte und nach Studien an der Jeschiwa seines Schwagers Rab Jeremia Rosenbaum in Mattersdorf, übernahm er das Rabbinat in einer polnischen Gemeinde. 1812 folgte er seinem Vater als Rabbiner in der böhmischen Stadt Kolín nach. 1827 wurde Löw Rabbiner in Topoľčany, 1836 in Vrbové, wo er bis zu seinem Tod wirkte. In seiner einzigen Publikation (Sha'are Torah, deutsch: Tore der Tora) beleuchtet Löw die Prinzipienlehre des talmudischen Rechts, worin sein umfassendes Wissen auf diesem Gebiet zur Geltung kommt. Seine Studien erschienen in drei gedruckten Bänden; der vierte Teil ist nur als Manuskript erhalten.
Benjamin Löw heiratete zweimal. Seine erste Frau war Tochter des galizischen Rabbiners Ephraim Zalman Margolioth. Danach ehelichte er die aus Mattersburg stammende Feiga Landau, Tochter von Isaac Landau, des späteren Rabbiners von Oświęcim. Nach Löws Tod übernahm sein Sohn Eleazar Löw die Gemeindeleitung in Vrbové. Sein Sohn Jeremias Löw zählte zu den anerkannten Funktionsträgern des orthodoxen Judentums in Ungarn und war deren Wortführer in einer Audienz bei Kaiser Franz Joseph I. Jeremia Löw versuchte dabei, die Installation eines umstrittenen rabbinischen Seminars zu verhindern.
Moses Löb Bloch war Benjamin Wolf Löws Neffe und Toraschüler. Löws Enkel Abraham und Benjamin Singer publizierten gemeinsam die pädagogische Anthologie des Talmud Ha-Madrik.

## Veröffentlichungen
- Sha'are Torah, 3 Bände: (Wien 1821, 1850; Sátoraljaújhely 1872)